# 耐铼斯

耐铼斯的公司标识

耐铼斯（芬蘭語：Neles Oyj）曾是一家在流体控制行业里的芬兰公司。2019年7月，美卓矿机和奥图泰宣布将在2020年合并成一个新的名为美卓奥图泰的矿物行业公司。同时美卓阀门业务将以一家独立的流体控制公司的形式运营，公司命名为耐铼斯。耐铼斯在2020年7月1日正式运作。
2021年7月维美德宣布将合并耐铼斯，合并在2022年4月完成。现今耐铼斯为维美德公司在工业阀门及阀门自动化方面的一个商标。